# Eddie Dean
Eddie Dean, geboren als Edgar Dean Glosup, (Posey (Texas), 9 juli 1907 - Los Angeles, 4 maart 1999) was een Amerikaanse countrymuzikant en acteur.

## Jeugd
Edgar Dean Glosup werd geboren in Texas als de zoon van een boer en een muzieklerares. Zijn moeder leerde hem zingen en in 1926 verhuisde Dean naar Chicago, waar hij zijn artiestennaam aannam.

## Carrière
In Chicago probeerde hij het bij de radio, maar daar kreeg hij slechts enkele gastoptredens. Een jaar later ging hij werken in Shenandoah. In 1929 begon hij met zijn broer Jimmy op te treden (niet te verwarren met zijn muzikale naamgenoot Jimmy Ray Dean). Vanaf 1933 waren de broers regelmatig te gast in het beroemde National Barn Dance op WLS. In 1935 speelden ze hun eerste platen in voor de American Record Corporation en namen ze voor het nieuwe label Decca Records ook gospelmuziek op.
Na de scheiding van de broers als duo, besloot Dean in 1936 om naar Hollywood te gaan. Hij begon in kleine westerns rollen te spelen en nam tijdens de jaren 1941 en 1942 acht singles op, waaronder On The Banks of the Sunny San Juan. Zijn doorbraak als acteur kwam in 1944, toen hij meespeelde in de film The Harmony Trail. Tijdens de daaropvolgende jaren speelde Dean in meer dan 19 westerns de hoofdrol en telt heden nog als een van de tien beste zingende cowboys van de jaren 1940.
Vanaf 1948 concentreerde Dean zich op zijn carrière als muzikant. Weliswaar had hij met de song One Has My Name (The Other Has My Love) een succes in de countryhitlijst, maar zijn volgende singles werden geen hits en ondanks een heldere, krachtige stem lukte het hem niet, voet te vatten in de muziekbusiness. Tijdens de jaren 1950 was Dean vooral bij Sage & Sand Records onder contract, waar hij zijn grote successen had. Hij begon op te treden in de countryshow Town Hall Party en had in 1955 zijn grootste succes met I Dreamed of a Hillbilly Heaven (1955). De song bereikte een 10e plaats in de Hot Country Songs en werd aan het begin van de jaren 1960 ook opgenomen door Deans acteurcollega Tex Ritter. Dean probeerde het ook als songwriter. Zijn nummer One Has My Name (The Other Has My Heart) werd in 1961 door zowel Jimmy Wakely als in 1969 door Jerry Lee Lewis opgenomen, echter ook hier kon Dean niet over een waarderingssucces uitkomen.
Dean vervolgde zijn carrière tijdens de jaren 1960 en 1970 als muzikant bij kleine labels met weinig succes. In 1993 werd hij opgenomen in de Cowboy Hall of Fame. Dean was bovendien oprichter van de Academy of Country Music en werd in 1990 geëerd met de opname in de Western Music Association Hall of Fame en in 1992 met de opname in de Western Swing Society Hall of Fame.

## Overlijden
Eddie Dean overleed in 1999 op 91-jarige leeftijd in Los Angeles.

## Discografie

### Singles
Decca Records
- 1935:(?)Tell Mother I'll Be There/ No Disappointment In Heaven (met Jimmy Dean)
- 1935:(?)There Shall Be Showers of Blessing / Happy in Him (met Jimmy Dean)
- 1941: On The Banks of Sunny San Juan / When It's Harvest Time in Peaceful Valley
- 1941: Little Grey Home In The West / Where The Silvery Colorado Wends Its Way
- 1942: I'm Back In The Saddle Again / Sleepy Time in Caroline
- 1942: How Can You Say You Love Me / I'm Comin' Home, Darlin'

Majestic Records
- 1946: Missouri / No Vacancy
- 1946: There's A Rose That Grows In The Ozarks / I Was Wrong
- 1946: Rainbow At Midnight / Kentucky Waltz
- 1946: Ain't It A Shame Love, Ain't It A Shame / I'll Cry on my Pillow Tonight
- 1947: Toodle-Oo My Darlin' / Spring Has Come To Old Missouri
- 1947: On The Banks of the Sunny San Juan / Let's Go Sparkin'
- 1947: It's a Boy / A'm A Kansas Man (als Eddie Dean & his Boys)
- 1946: The Midnight Train (of Lonesome Valley) / Rosanne of San Jose (als Eddie Dean & his Boys)
- 1947: The Midnight Train (of Lonesome Valley) / Rosanne of San Jose (herpublicatie door Majestic)

Bel Tone Records
- ####:	Careless Darlin' / This Lonely World
- ####:	Born To Be Blues / The Low Road's Good Enough For Me
- ####:	For Better of Worse / Cry-Cry-Cry
- ####:	Dream Rose / 1501 Miles of Heaven

Mercury Records
- 1949: Don't Tell Me Stories / Careless Hands
- 1949: One You Must Chose / On The Banks of the Sunny San Juan
- 1949: Neath Texas Skies / One You Must Chose
- 1949: I Wish I Knew / Fool's Golds
- 1949: Devil's Desert Land / You Want To Divorce Me
- 1949: On The Banks of the Sunny San Juan / Cowboy
- 1950: I Asked a Dream / Call of the Outlaw

Capitol Records
- 1951: My Life With You / Will They Open Up That Door
- 1951: If I Sould Come Back / All That I'm Asking Is Sympathy
- 1951: Please Don't Cry / I'll Be Back
- 1951: I'm The Old Friend / My Sweetheart, My Own
- 1951: I Married The Girl (Who Caught The Bouquet) / Let Me Hold You When You're Blue
- 1951: Roses Reminds Me of You / I'm Not In Love, Just Involved
- 1951: Beloved Enemy / The Lord's Prayer
- 1951: Blue Wedding Bells / Tears on my Guitar
- 1952: Cold Yellow Gold / Poor Little Swallow

Intro Records
- 1955: I'm A Stranger In My Home / Put A Little Sweetin' (In Your Love)

Commerce Records
- ####:	Don't Take Advantage of Me / Stop Me If You've Heard This One Before

Sage & Sand Records
- 1955:	I Dreamed of a Hillbilly-Heaven / Stealing
- 195?:	Impatient Blues / Second Hand Romance
- 195?:	Blessed Are They / Walk Beside Me
- 195?:	An Orphan's Prayer / Just Awhile
- 1955:(?)Somebody Great / The First Christmas Bell
- 1956:(?)Open Up The Door Baby / Sign On The Door (met Joanie Hall)
- 1956:(?)Downgrade / Look Homeward Angel
- 1956:	Rock & Roll Cowboy / Banks of the Old Rio Grande (met het Cletro Combo)
- 1956:	Fingerprints / Walkin' After Midnight
- 1957:(?)Lonesome Guitar / Taos
- 1957:	Night Train / One Foot Caught In Quicksand
- 1957:	Iowa Rose Nothing But Echoes
- 1958:	Green Grass / Your Wayward Heart
- 1960:	I Took The Blues out of Tomorrow / Seeds of Doubt
- 1960:	If Dreams Could Come True / Somewhere Along The Line
- 1961:	Rocket To Heaven / Smoke Signals

Chrystal Records
- 1959:	One Has My Name (The Other Has My Heart) / Wake Me Up In The Morning By The Swannee River
- ####:	California Waltz / Baby You Should Live So Long
- ####:	A Gravedigger's Lament / Millian Tears Ago

Mosrite Records
- 1963:	One More Time Around / Playing Both Ends Against The Middle

DJ EDEP 5
- ####: I Could Cry Over You / Way Out Yonder / Waggin' Tongues / Old Wyoming (EP)

Ode Records
- ####:	Driftin' Alone / The Human Touch
- ####:	I'm A Stranger In My Home / Put A Little Sweetin' (In Your Love)
- ####:	Bimbo / No No Not Grandma

Varsity Records
- ####:	Ain't It a Shame Love, Ain't It a Shame / I'm a Kansas Man
- ####:	No Vacancy / The Midnight Train (of Lonesome Valley

### Albums
- 1956: Greater Westerns
- 1957: Greatest Westerns
- 1957: Hi-Country
- 1961: Favorites of Eddie Dean
- 1968: Hillbilly Heaven
- 1968: Little Green Apples
- 1968: Release Me
- 1970: Eddie Dean Sings
- 1970: Eddie Dean sings a Tribute to Hank Williams
- 1974: Sincerely, Eddie Dean
- 1976: A Cowboy Sings Country
- 1981: I Dreamed of a Hillbilly Heaven

- Bibliothèque nationale de France: cb138930503 (data)
- Gemeinsame Normdatei: 1290843392
- International Standard Name Identifier: 0000 0001 1065 7602
- Library of Congress Control Number: no2013111070
- MusicBrainz: ac8757fd-cf78-4cfe-8b48-8881757d6f96
- Istituto Centrale per il Catalogo Unico: DDSV147568
- Virtual International Authority File: 61731461
- WorldCat: E39PCjGqHC7gkYXgyWjBrpvW6q